# Tournoi de clôture du championnat du Honduras de football 1999
Navigation
Saison précédente Saison suivante
Le Tournoi Clausura 1999 est le troisième tournoi saisonnier disputé au Honduras.
C'est cependant la 34e fois que le titre de champion du Honduras est remis en jeu.
Lors de ce tournoi, le CD Motagua a tenté de conserver son titre de champion du Honduras face aux neuf meilleurs clubs honduriens.
Chacun des dix clubs participant était confronté deux fois aux neuf autres équipes. Puis les six meilleures se sont affrontées lors d'une phase finale à la fin du tournoi.
Seulement deux places étaient qualificatives pour la Copa Interclubes UNCAF.

## Les 10 clubs participants
| \| Tegucigalpa: CD Motagua CD Olimpia Pumas UNAH Deportivo Broncos CD Marathon Real España Real Maya Deportivo Tegucigalpa CD Platense CD Marathon Real España Tegucigalpa CD Victoria CD Vida CD Victoria CD Vida \| Localisation des clubs. |
| Tegucigalpa: CD Motagua CD Olimpia Pumas UNAH Deportivo Broncos CD Marathon Real España Real Maya Deportivo Tegucigalpa CD Platense CD Marathon Real España Tegucigalpa CD Victoria CD Vida CD Victoria CD Vida                               |

| Club                | Stade                        | Capacité | Ville          |
| Deportivo Broncos   | Stade Fausto Flores Lagos    | 5 000    | Choluteca      |
| CD Marathon         | Stade Yankel Rosenthal       | 15 000   | San Pedro Sula |
| Real Maya Deportivo | Stade Marcelo Tinoco         | 5 000    | Danlí          |
| CD Motagua          | Stade Tiburcio Carias Andino | 35 000   | Tegucigalpa    |
| CD Olimpia          | Stade Tiburcio Carias Andino | 35 000   | Tegucigalpa    |
| CD Platense         | Stade Excelsior              | 10 000   | Puerto Cortés  |
| Real España         | Stade Francisco Morazán      | 20 000   | San Pedro Sula |
| Pumas UNAH          | Stade Tiburcio Carias Andino | 35 000   | Tegucigalpa    |
| CD Victoria         | Stade Nilmo Edwards          | 25 000   | La Ceiba       |
| CD Vida             | Stade Nilmo Edwards          | 25 000   | La Ceiba       |

## Compétition
Le tournoi Clausura s'est déroulé de la même façon que les tournois saisonniers précédents, en deux phases :
- La phase de qualification : les dix-huit journées de championnat.
- La phase finale : les matchs aller-retour allant des quarts de finale à la finale.

### Phase de qualification
Lors de la phase de qualification les dix équipes affrontent à deux reprises les neuf autres équipes selon un calendrier tiré aléatoirement.
Les six meilleures équipes sont qualifiées pour les quarts de finale.
Le classement est établi sur le barème de points classique (victoire à 3 points, match nul à 1, défaite à 0).
Le départage final se fait selon les critères suivants :
- Le nombre de points.
- La différence de buts générale.
- La différence de buts particulière.
- Le nombre de buts marqué.

### Classement
Le leader de la saison régulière est récompensé par la Coupe du Honduras. Le CD Olimpia remporte donc ce trophée pour la deuxième fois de son histoire.
| Rang | Équipe                | Pts | J  | G | N  | P  | Bp | Bc | Diff |
| ---- | --------------------- | --- | -- | - | -- | -- | -- | -- | ---- |
| 1    | CD Olimpia            | 30  | 18 | 7 | 9  | 2  | 28 | 13 | +15  |
| 2    | CD Motagua (T)        | 28  | 18 | 7 | 7  | 4  | 24 | 20 | +4   |
| 3    | Pumas UNAH            | 27  | 18 | 7 | 6  | 5  | 24 | 21 | +3   |
| 4    | Real España           | 26  | 18 | 5 | 11 | 2  | 24 | 18 | +6   |
| 5    | CD Victoria           | 25  | 18 | 6 | 7  | 5  | 25 | 22 | +3   |
| 6    | CD Platense           | 25  | 18 | 7 | 4  | 7  | 23 | 31 | -8   |
| 7    | CD Marathon           | 21  | 18 | 4 | 9  | 5  | 16 | 16 | 0    |
| 8    | Deportivo Broncos (P) | 20  | 18 | 4 | 8  | 6  | 17 | 22 | -5   |
| 9    | CD Vida               | 16  | 18 | 4 | 4  | 10 | 22 | 32 | -10  |
| 10   | Real Maya Deportivo   | 15  | 18 | 2 | 9  | 7  | 12 | 15 | -3   |

| Légende : Qualifications et relégations | Légende : Qualifications et relégations                  |
| --------------------------------------- | -------------------------------------------------------- |
|                                         | Qualifié pour les quarts de finale                       |
|                                         | (T) : Tenant du titre (P) : Promu de la saison 1997-1998 |

#### Matchs
| Résultats (▼dom., ►ext.)                                   | Bro | Mar | Mot | Oli | Pla | Esp | May | Uni | Vic | Vid |
| Deportivo Broncos                                          |     | 0-0 | 0-1 | 2-0 | 3-0 | 1-1 | 1-1 | 0-2 | 1-1 | 2-1 |
| CD Marathon                                                | 1-1 |     | 2-0 | 0-2 | 2-3 | 1-0 | 0-0 | 0-1 | 0-0 | 2-2 |
| CD Motagua                                                 | 2-1 | 2-1 |     | 1-1 | 4-1 | 0-0 | 2-0 | 1-1 | 1-1 | 4-2 |
| CD Olimpia                                                 | 4-0 | 0-0 | 4-1 |     | 0-0 | 1-1 | 1-1 | 2-1 | 1-1 | 2-1 |
| CD Platense                                                | 1-2 | 0-2 | 2-1 | 1-1 |     | 3-3 | 1-0 | 2-1 | 2-1 | 1-0 |
| Real España                                                | 2-0 | 1-1 | 1-0 | 0-0 | 2-2 |     | 3-2 | 1-1 | 3-1 | 1-1 |
| Real Maya Deportivo                                        | 0-0 | 1-1 | 0-0 | 0-2 | 1-2 | 0-0 |     | 1-0 | 1-1 | 2-3 |
| Pumas UNAH                                                 | 1-1 | 1-1 | 2-2 | 2-1 | 2-1 | 1-0 | 0-0 |     | 3-2 | 4-1 |
| CD Victoria                                                | 2-0 | 1-0 | 1-1 | 1-1 | 3-0 | 2-4 | 2-1 | 3-1 |     | 1-0 |
| CD Vida                                                    | 2-2 | 1-2 | 0-1 | 0-5 | 3-1 | 1-1 | 0-1 | 2-0 | 2-1 |     |
| - Victoire à domicile - Match nul - Victoire à l'extérieur |     |     |     |     |     |     |     |     |     |     |

#### Classement cumulatif
Le Tournoi Apertura 1998 n'ayant pas eu lieu, le classement cumulatif du championnat est le même que le classement du Tournoi Clausura 1999.
| Rang | Équipe                | Pts | J  | G | N  | P  | Bp | Bc | Diff |
| ---- | --------------------- | --- | -- | - | -- | -- | -- | -- | ---- |
| 1    | CD Olimpia (C)        | 30  | 18 | 7 | 9  | 2  | 28 | 13 | +15  |
| 2    | CD Motagua            | 28  | 18 | 7 | 7  | 4  | 24 | 20 | +4   |
| 3    | Pumas UNAH            | 27  | 18 | 7 | 6  | 5  | 24 | 21 | +3   |
| 4    | Real España           | 26  | 18 | 5 | 11 | 2  | 24 | 18 | +6   |
| 5    | CD Victoria           | 25  | 18 | 6 | 7  | 5  | 25 | 22 | +3   |
| 6    | CD Platense           | 25  | 18 | 7 | 4  | 7  | 23 | 31 | -8   |
| 7    | CD Marathon           | 21  | 18 | 4 | 9  | 5  | 16 | 16 | 0    |
| 8    | Deportivo Broncos (P) | 20  | 18 | 4 | 8  | 6  | 17 | 22 | -5   |
| 9    | CD Vida               | 16  | 18 | 4 | 4  | 10 | 22 | 32 | -10  |
| 10   | Real Maya Deportivo   | 15  | 18 | 2 | 9  | 7  | 12 | 15 | -3   |

| Légende : Qualifications et relégations | Légende : Qualifications et relégations                                |
| --------------------------------------- | ---------------------------------------------------------------------- |
|                                         | Copa Interclubes UNCAF 2000 (en) (Phase de groupe)                     |
|                                         | Relégué en Liga Nacional de Ascenso                                    |
|                                         | (C) : Vainqueur du tournoi Clausura (P) : Promu de la saison 1997-1998 |

### Phase finale
Les six équipes qualifiées sont réparties dans le tableau final d'après leur classement général, le troisième affrontant le quatrième, le deuxième affrontant le cinquième et le premier affrontant le sixième lors des quarts de finale. Au terme de ceux-ci, le meilleur perdant est également qualifié pour les demi-finales. Les quatre équipes sont alors réparties dans le tableau final d'après leur classement général, le deuxième affrontant le troisième et le premier affrontant le quatrième
En cas d'égalité sur la somme des deux matchs, c'est la position au classement général qui départage les deux équipes, sauf pour la finale où des prolongations puis une séance de tirs au but ont éventuellement lieu.

#### Quarts de finale
| Club       | Aller | Retour | Club        | Commentaire |
| CD Olimpia | 0-0   | 3-0    | CD Platense |             |
| CD Motagua | 1-2   | 2-1    | CD Victoria |             |
| Pumas UNAH | 0-2   | 2-1    | Real España |             |

#### Tableau
|  |             |            |             |            |            |   |   |        |        |        |        |        |
|  | 1/2 finale  | 1/2 finale | 1/2 finale  | 1/2 finale | 1/2 finale |   |   | Finale | Finale | Finale | Finale | Finale |
|  |             |            |             |            |            |   |   |        |        |        |        |        |
|  |             |            |             |            |            |   |   |        |        |        |        |        |
|  | CD Olimpia  | (1)        |             |            |            |   |   |        |        |        |        |        |
|  | CD Olimpia  | (1)        |             |            |            |   |   |        |        |        |        |        |
|  | CD Victoria | (4)        |             |            |            |   |   |        |        |        |        |        |
|  | CD Victoria | (4)        | CD Olimpia  | (1)        | 1          | 1 |   |        |        |        |        |        |
|  |             |            |             |            |            | 1 |   |        |        |        |        |        |
|  |             |            | Real España | (3)        | 1          | 0 |   |        |        |        |        |        |
|  | CD Motagua  | (2)        | Real España | (3)        | 1          | 0 | 0 | 2      |        |        |        |        |
|  | CD Motagua  | (2)        |             |            |            |   | 0 | 2      |        |        |        |        |
|  | Real España | (3)        | 3           | 1          |            |   |   |        |        |        |        |        |
|  | Real España | (3)        | 3           | 1          |            |   |   |        |        |        |        |        |

#### Demi-finales
| Club       | Aller | Retour | Club        | Commentaire |
| CD Olimpia | 0-0   | 1-1    | CD Victoria |             |
| CD Motagua | 0-3   | 2-1    | Real España |             |

#### Finale
| Match aller     | Real España          | 1:1   | CD Olimpia       | Stade Francisco Morazán |  |
| 10 juillet 1999 | Luis Alfredo Ramírez | (0:0) | Samuel Caballero |                         |  |

| Match retour    | CD Olimpia         | 1:0   | Real España | Stade Tiburcio Carias Andino |  |
| 17 juillet 1999 | Denilson Costa 39e | (1:0) |             |                              |  |

## Bilan du tournoi
| Tableau d'Honneur     |            |
| Compétition           | Vainqueur  |
| Tournoi Clausura 1999 | CD Olimpia |
| Coupe du Honduras     | CD Olimpia |

| Qualifications continentales 1999-2000 |                        |
| Copa Interclubes UNCAF                 | Qualifiés              |
| Phase de groupe (en)                   | CD Olimpia Real España |

| Promotions et relégations           |                     |
| Relégué en Liga Nacional de Ascenso | Real Maya Deportivo |
| Promu de Liga Nacional de Ascenso   | CD Federal (en)     |